# Smarty
Smarty — компилирующий обработчик шаблонов для PHP, один из инструментов, позволяющих отделить прикладную логику и данные от представления в духе концепции Model-view-controller.
Язык шаблонов Smarty расширяет  HTML smarty-тегами, встраиваемыми в документ. Эти теги могут представлять собой PHP-переменные (возможно, снабжённые модификаторами, напр. {$variable|nl2br}), функции или базовые конструкции структурного программирования, такие как {if …} … {else} … {/if}.
Одно из предназначений Smarty — это отделение логики приложения от представления. Шаблоны, тем не менее, могут содержать в себе логику, но это должна быть логика представления данных. Она должна решать такие задачи, как подключение других шаблонов, чередующаяся окраска строчек в таблице, приведение букв к верхнему регистру, циклический проход по массиву для его отображения и т. п. Сама по себе библиотека Smarty не принуждает разделять логику приложения и представление — корректная дисциплина использования веб-шаблонов остаётся задачей разработчика.
Smarty — первая шаблонная библиотека, использующая механизм кэширования байт-кода.

## Возможности
Smarty позволяет:
- Создавать пользовательские функции и модификаторы.
- Использовать настраиваемые разделители тегов шаблона: {}, ,  и т. д.
- Возможность включения PHP-кода прямо в шаблон.
- Пользовательские функции кэширования.
- Использование компонентной архитектуры.

Для упрощения создания масштабируемых веб-приложений в Smarty встроен механизм кэширования.

## Механизм действия
Smarty читает файлы шаблонов и создаёт PHP-код на их основе. Код создаётся один раз и потом только выполняется, поэтому нет необходимости обрабатывать файл шаблона для каждого запроса и каждый шаблон может пользоваться всеми преимуществами расширений PHP для кэширования байт-кода, таких как eAccelerator или PHP Accelerator. Smarty стал, вероятно, первой шаблонной библиотекой, использовавшей такой механизм. Позднее появилось множество аналогов, использующих как smarty-подобный синтаксис шаблонов (вроде Twig или Quicky), так и другие подходы к синтаксису шаблонов.
Компиляция шаблонов позволяет достичь производительности, сравнимой с производительностью PHP-шаблонов, написанных вручную. 
Конструкции if/elseif/else/endif передаются обработчику PHP, так что синтаксис выражения {if …} может быть настолько простым или сложным, насколько это требуется. Возможно неограниченное вложение секций, условий и т. д.

## Пример кода
HTML-страница с тегами Smarty: 
```
<!DOCTYPE html PUBLIC "-//W3C//DTD XHTML 1.1//EN" "http://www.w3.org/TR/xhtml11/DTD/xhtml11.dtd">

<
html
>

<
head
>

   
<
title
>
{$title_text}
</
title
>

   
<
meta
 
http-equiv
=
"content-type"
 
content
=
"text/html; charset=iso-8859-1"
 
/>

</
head
>

<
body
>
 {* Комментарий, которого не будет в HTML коде *}

<
p
>
{$body_text}
</
p
>

</
body
>
<!-- Комментарий, который будет в HTML коде -->

</
html
>

```

Логика работы в PHP-скрипте ниже:
```
define
(
'SMARTY_DIR'
,
 
'smarty-2.6.22/'
 
);

require_once
(
SMARTY_DIR
 
.
 
'Smarty.class.php'
);

$smarty
 
=
 
new
 
Smarty
();

$smarty
->
template_dir
 
=
 
'./templates/'
;

$smarty
->
compile_dir
 
=
 
'./templates/compile/'
;

$smarty
->
cache_dir
 
=
 
'./templates/cache/'
;

$smarty
->
caching
 
=
 
false
;

$smarty
->
error_reporting
 
=
 
E_ALL
;
 
// LEAVE E_ALL DURING DEVELOPMENT

$smarty
->
debugging
 
=
 
true
;

$smarty
->
assign
(
'title_text'
,
 
'TITLE: Пример использования Smarty ...'
);

$smarty
->
assign
(
'body_text'
,
 
'BODY: Это текст, выведенный ф-цией assign()'
);

$smarty
->
display
(
'index.tpl'
);

```

## Критика
Smarty (и основанные на подобном подходе библиотеки) обычно критикуют с двух направлений. Сторонники использования в качестве языка шаблонов подмножества PHP считают, что поскольку «он, в основном, предоставляет интерфейс к PHP с использованием нового синтаксиса» и поэтому не дает особых преимуществ. Сторонники же XSLT находят, что Smarty оставляет слишком широкий простор для смешения логики и представления, что значительно затрудняет редактирование smarty-шаблонов сторонними разработчиками и их повторное использование..

## Аналоги
Начиная с 2008 года доступен последователь синтаксиса Smarty, шаблонизатор Quicky основной отличительной особенностью которого является иной подход к реализации разбора шаблонов (который по заверениям автора существенно быстрее работает) и расширение уже привычного многим синтаксиса: поддержка хелперов (функций, объявленных прямо в шаблоне), наличие «магических» констант циклов, упрощенный синтаксис присвоения значений переменных без использования {math}, компилируемые управляющие конструкции.
Интересным развитием идей Smarty является библиотека Twig, которую развивает и поддерживает Fabien Potencier, ведущий разработчик и идеолог Symfony.
Smarty-подобный синтаксис имеют также такие обработчики шаблонов, как Dwoo или обработчик, встроенный в eZ Publish / ezComponents.
До 2007 года также развивался «облегчённый» форк Smarty — Template Lite (в первых версиях Smarty Light).
В 2013 году вышел первый релиз шаблонизатора Fenom, поддерживающий Smarty-подобный синтаксис. Отличительной чертой шаблонизатора является разбор шаблонов, который происходит без использования регулярных выражений, а базируется на встроенном токенайзере, что делает разбор шаблонов быстрым, а сам шаблонизатор легким.